# Фонд Хартии-77
Фонд Хартии-77 был основан в 1978 году чешским физиком-ядерщиком Франтишеком Яноухом, который одновременно является председателем руководящего комитета фонда. Перед Бархатной революцией это был фонд помощи чехословацким диссидентам. В настоящее время основным проектом фонда является «Счет Барьеры», который оказывает финансовую помощь инвалидам.

## История

### Хартия-77
Хартия-77 — это была неформальная гражданская инициатива в виде декларации. Данная декларация призывала чехословацкое правительство привести законы государства в соответствие с принятой ООН Всеобщей декларацией прав человека и выполнять решения Хельсинкской конференции 1975 г. Вместе с именами 242 подписавшихся этот документ был опубликован 6 января 1977 г. Хартия-77 не являлась базой оппозиционной политической деятельности, а ее участники не планировали выдвигать свою программу политических или социальных реформ и перемен, но хотели вести в намеченной области конструктивный диалог с политической и государственной властью. Однако реакция правительства ЧССР на появление данного документа была жесткой. Именно участники этой организации подверглись наиболее суровому преследованию властей.

### Основание фонда
В 1978 году одна из шведских организаций решила наградить премией Monismanien движение «Хартия-77». В декабре 1978 года Франтишек Яноух получил премию и открыл счет, который назвал Фонд «Хартии-77». С этого счета он начал постепенно переводить деньги, относящиеся к премии, участникам «Хартии-77».
Из-за режима в Чехословакии, в начале фонд был формально основан и находился в Швеции. Кроме того, основатель сам был лишен чехословацкого гражданства.
В декабре 1989 г. «центр тяжести» фонда был перенесен в Чехословакию. В феврале 1990 г. был Фонд «Хартии-77» зарегистрирован в стране. После распада Чехословакии в Братиславе возник его словацкий аналог.

## Деятельность

### 1978—1989
Основная цель Фонда «Хартии-77» состояла в помощи диссидентам и семьям, члены которых оказались в тюрьмах. Он поддерживал чешскую национальную культуру, самиздат и, главное — посылал деньги людям, которые из-за своих политических убеждений были дискриминированы и не могли работать.
Финансовые средства фонд получал в особенности по линии еврейских меценатов международного ПЕН-клуба, Ротари-клуба, Jewish Agency, Фонда Гуггенхайма в США, Бней-Брита и т. д. В рамках фонда были основаны 6 отдельных литературных фондов, посредством которых вручали литературные премии выбранным для популяризации членам-писателям Хартии.
В 1980—1989 годах было Фондом «Хартии-77» для деятельности Хартии Чехословакии выплачено около 376 тысяч долларов США и около 1,341 миллионов долларов США для личного пользования ведущих членов Хартии. Эта сумма не включает в себя деньги, выплаченные в качестве награды за литературные и другие премии. На зарубежные частные счета ведущих лиц было переведено около 6 миллиов долларов США. Эти счета управлялись адвокатскими конторами за рубежом, представляющими отдельных деятелей Хартии-77.

### После Бархатной революции
После Бархатной революции в 1989 году главной целью фонда являлась поддержка интеграции Чехословакии на Западе. Составной частью обеспечения технической базы была и покупка компьютеров. Разнообразие программ Фонда исходило из актуальных потребностей, продиктованных жизнью. Одним из примеров является покупка Гамма-ножа Лекселла. Деньги с этой целью внесло более 2 миллионов человек в Чехии и Словакии. Франтишек Яноух считает, что этому способствовало и время после Бархатной революции — пора всеобщего ликования и пробуждения национального самосознания.
В 2011 г. Фонд «Хартии-77», Парламентская ассамблея Совета Европы (ПАСЕ) и Библиотека Вацлава Гавела после кончины бывшего президента Чехии в декабре этого года по отдельности выступали с инициативой учредить Премию имени Вацлава Гавела.

## Счет Барьеры
Самой известной частью деятельности Фонда «Хартии-77» с 1992 года является благотворительный проект «Счет Барьеры» (или «Конто Барьеры»), занимающийся помощью согражданам с ограниченными физическими возможностями. «Счет Барьеры» — это первый последовательный благотворительный сбор средств в Чехии. Более десяти тысяч человек ежемесячно жертвуют деньги и таким образом помогают финансировать тысячи проектов, касающихся улучшения жинзней инвалидов и их включение в общество. Сейчас «Счет Барьеры» расширяет свою деятельность в областях, где не хватает помощи государственных властей.

## Премии Фонда «Хартии-77»
- Премия Тома Стоппарда — церемонии вручения каждый год в мае. Премия за значительное эссе автора чешского происхождения.[11]

- Премия Ярослава Сейферта — вручается за выдающееся поэтическое или беллетристическое произведение, изданное за последние три года.[12]

- Премия Франтишека Кригеля — вручается за неоценимые заслуги в борьбе за права человека и гражданские свободы, международную независимость, суверенитет и демократию.[13]

- Премия Йозефа Вавроушека — вручается ежегодно за значительную работу в области экологии и окружающей среды.[14]